# Eremophila arenaria
Eremophila arenaria är en flenörtsväxtart som beskrevs av Chinnock. Eremophila arenaria ingår i släktet Eremophila och familjen flenörtsväxter. Inga underarter finns listade i Catalogue of Life.